# Araucanioperla brincki
Araucanioperla brincki är en bäcksländeart som först beskrevs av Froehlich 1960.  Araucanioperla brincki ingår i släktet Araucanioperla och familjen Gripopterygidae. Inga underarter finns listade i Catalogue of Life.